# D. M. Thomas
Pour les articles homonymes, voir Donald Thomas (homonymie) et Thomas.
Donald Michael Thomas, connu comme D. M. Thomas, est un écrivain anglais né le 27 janvier 1935 à Redruth en Cornouailles et mort le 26 mars 2023 à Truro (Cornouailles, Royaume-Uni).

## Biographie
Dans les années 1950, D. M. Thomas étudie la langue russe pendant son service militaire. Il traduira plus tard en anglais des œuvres de Pouchkine, Anna Akhmatova et Evgueni Evtouchenko.
Après l'obtention en 1959 d'un diplôme avec mention du New College de l'université d'Oxford, il travaille plusieurs années en Australie, puis aux États-Unis, avant de rentrer définitivement en Angleterre où il devient responsable du département d'anglais au Hereford College of Education.
En littérature, il publie d'abord de la poésie avant d'écrire, à partir de 1968, des nouvelles pour le magazine britannique de science-fiction New Worlds.
Il obtient le Los Angeles Times Book Prize en 1981 pour L’Hôtel blanc (The White Hotel), un roman qui mêle habilement érotisme et fantastique. Conformément au postmodernisme revendiqué par l'auteur, certains passages de L'Hôtel blanc sont repris de Babi Yar (1966) de l'écrivain russe Anatoli Kouznetsov.

## Œuvre

### Romans
- Logan Stone (1971)
- Orpheus in Hell (S1977)
- The Flute Player (1979) Publié en français sous le titre La Joueuse de flûte, traduit par Claire Malroux, Paris, Presses de la Renaissance, coll. « Les Romans étrangers », 1984, 220 p.  (ISBN 2-85616-284-3)
- Birthstone (1980)
- The White Hotel (1981) Publié en français sous le titre L’Hôtel blanc, traduit par Pierre Alien, Paris, Albin Michel, coll. « Les grandes traductions », 1982, 285 p.  (ISBN 2-226-01479-9) ; réédition, Paris, LGF, coll. « Le Livre de poche » no 5765, 1983  (ISBN 2-253-03208-5)
- Ararat (1983) Publié en français sous le titre Ararat, traduit par Claire Malroux, Paris, Presses de la Renaissance, coll. « Les Romans étrangers », 1983, 227 p.  (ISBN 2-85616-267-3) ; réédition, Paris, Seuil, coll. « Points. Roman » no 196, 1985  (ISBN 2-02-008718-9)
- Swallow (1984) Publié en français sous le titre Poupées russes, traduit par Brice Matthieussent, Paris, Presses de la Renaissance, coll. « Les Romans étrangers », 1985, 279 p.  (ISBN 2-85616-329-7)
- Sphinx (1986)
- Summit (1987)
- Lying Together (1990)
- Flying in to Love (1992)
- Pictures at an Exhibition (1993)
- Eating Pavlova (1994)
- Lady with a Laptop (1996)
- Memories and Hallucinations (1998)
- Charlotte (2000)
- Hunters in the Snow (2014).

### Recueil de nouvelles
- Love train (anthologie parue en français), traduit par Éric Sarner, Paris, Éditions Maren Sell, coll. « Petite bibliothèque européenne du XXe siècle », 1988, 148 p.  (ISBN 2-87604-020-4).

### Poésie
- Love and Other Deaths (1975)
- The Honeymoon Voyage (1978)
- Dreaming in Bronze (1981)
- The Puberty Tree (1992)
- Flight and Smoke (2010)
- Two Countries (2011)
- Vintage Ghosts (2012)
- Mrs English and other women (2014).

### Traductions
- Anna Akhmatova, Requiem and Poem without a Hero (1976)
- Evgueni Evtouchenko, Invisible Threads (1981)
- Evgueni Evtouchenko, A Dove in Santiago : A novella in verse (1982)
- Alexandre Pouchkine, The Bronze Horseman and Other Poems (1983)
- Alexandre Pouchkine, Boris Godunov (1985)
- Anna Akhmatova, You Will Hear Thunder (1985)
- Alexandre Pouchkine, Onegin (2011).

### Essais
- Alexander Solzhenitsyn : A Century in His Life (1998)
- Bleak Hotel: The Hollywood Saga of the White Hotel (2008).

### Pièce de théâtre
- Hell Fire Corner (2004).